# My daylight
My daylight is een single van Hans Marx. Het is afkomstig van zijn album Marx, dat pas in 1976 zou verschijnen. Hans Marx was al jaren lid van Alcazar zonder enig succes, toen hij solo ging zingen onder leiding van muziekproducent André de Raaff, ook lid van Alcazar.

## Achtergrond
My daylight is een cover van het Italiaanse lied Anima Mia van Antonello de Sanctis, Ivano Michetti, Flavio Paulin. Het werd destijds als single uitgegeven door de muziekgroep I Cugini di Campagna. Flavio was de bassist en zanger in die band, Michetti was gitarist. Marx zong het met een vertaling dan wel tekst van Alan Parfitt, die ook wel voor The Cats schreef. Paul Natte trad op als arrangeur.
Frida van ABBA zong hetzelfde nummer in 1975 onder de titel Et live i solen, Dalida onder de originele titel.
De single van Marx met een a capella-begin was het enige hitje van deze zanger. Hij zou nog twee singles uitgeven en een elpee. Aan die elpee werkten tal van musici mee, die toen enige bekendheid in Nederland hadden zoals Anita Meyer en Margriet Eshuijs. Op deze single, zowel A als B-kant zijn te horen Hans Hollestelle (gitaar), Rob Langereis (contrabassist bij Jasperina de Jong) en Louis de Lussanet (drummer bij Dutch Swing College Band). Hans Marx mocht optreden in Van Oekel's Discohoek.

## Hitnotering
Het plaatje schopte het tot plaats 42 in de top 50 van Radio Mi Amigo, een zeezender.

### Nederlandse Top 40
| Positie: | 35 | 26 | 35 | uit |

### NederlandseDaverende 30
Alleen de tipparade werd gehaald.